# Арлингтон Хајтс (Илиноис)
Арлингтон Хајтс (енгл. Arlington Heights) град је у америчкој савезној држави Илиноис.

## Демографија
По попису из 2010. године број становника је 75.101, што је 930 (-1,2%) становника мање него 2000. године.
| Група             | 2000.          | 2010.          |
| Белци             | 66.612 (87,6%) | 63.532 (84,6%) |
| Афроамериканци    | 728 (1,0%)     | 984 (1,3%)     |
| Азијати           | 4.548 (6,0%)   | 5.349 (7,1%)   |
| Хиспаноамериканци | 3.393 (4,5%)   | 4.306 (5,7%)   |
| Укупно            | 76.031         | 75.101         |